# Pseudanthessius procurrens
Pseudanthessius procurrens is een eenoogkreeftjessoort uit de familie van de Pseudanthessiidae. De wetenschappelijke naam van de soort is voor het eerst geldig gepubliceerd in 1966 door Humes.